# John Klotz
John Klotz was een Belgisch zeiler.

## Levensloop
Hij nam als crewlid van de Tan-Fe-Pah deel aan de Olympische Zomerspelen van 1920. Samen met Léon Huybrechts en Charles Van Den Bussche behaalde hij zilver in de klasse '6 meter - international rule 1919' van de zeilcompetitie die gehouden werd voor de kust van Oostende.
Vier jaar later, tijdens de Olympische Zomerspelen te Parijs nam hij een tweede maal deel, ditmaal als crewlid van de Ciss. Het team - voorts bestaande uit Léon Huybrechts en Leopold Standaert - behaalde een vijfde plaats in de discipline '6 meter - open' van de zeilcompetitie die werd gehouden nabij Le Havre.